# Бабич, Никола (Народный герой Югославии)
Никола «Мика» Бабич (сербохорв. Nikola «Mika» Babić, Никола «Мика» Бабић; 26 ноября 1917 — 17 октября 1941) — югославский студент, партизан, участник Народно-освободительной войны. Народный герой Югославии.

## Биография
Родился 26 ноября 1917 в селе Бринье близ г. Сень. По окончании основной школы поступил в агрономический колледж. С 1937 года состоял в Союзе коммунистов Югославии.
С 1941 года состоял в антифашистском сопротивлении в Хорватии. Летом 1941 года был схвачен усташами в Славонском-Броде, переведён в тюрьму в Загребе, где был забит до смерти 17 октября 1941.
20 декабря 1951 посмертно получил звание Народного героя Югославии.